# والتر نیکولتی
والتر نیکولتی (انگلیسی: Walter Nicoletti; ۴ نوامبر ۱۹۵۲ – ۲۳ سپتامبر ۲۰۱۹) بازیکن فوتبال اهل ایتالیا بود.
از باشگاه‌هایی که در آن بازی کرده‌است می‌توان به باشگاه فوتبال چزنا اشاره کرد.